# Daniel Garcia (lutador)
Daniel Garcia (Buffalo, 17 de setembro de 1998) é um lutador profissional americano. Ele trabalha atualmente para a All Elite Wrestling (AEW), onde foi uma vez campeão TNT da AEW. Ele também luta na Pro Wrestling Guerrilla (PWG), onde é o atual campeão mundial da PWG em seu primeiro reinado.

## Carreira na luta livre profissional

### Início de carreira e circuito independente (2017–presente)
Garcia foi treinado no wrestling profissional por Brandon Thurston e The Blade. Garcia começou a competir pela Limitless Wrestling em 2018. Ele apareceu na WWE em um episódio do 205 Live em julho de 2018, onde perdeu para Drew Gulak. Em janeiro de 2021, ele competiu contra Tyler Rust na WWE no NXT, onde também perdeu. Garcia conquistou o Campeonato Mundial da Limitless em março, mas perdeu o título para Anthony Greene em setembro.

### All Elite Wrestling / Ring of Honor (2021–presente)

#### Aliança com 2point0; Jericho Appreciation Society (2021–2023)
Garcia fez sua estreia na All Elite Wrestling (AEW) em setembro de 2020, durante um episódio do Dark. Ele foi anunciado como contratado pela AEW em outubro de 2021. Em um episódio do Dynamite em março de 2022, Garcia, junto com 2point0 (Angelo Parker e Matt Menard), formou um grupo com Chris Jericho e Jake Hager, chamado Jericho Appreciation Society (JAS). Em agosto de 2022, Bryan Danielson tentou recrutar Garcia para sair do JAS e se juntar ao Blackpool Combat Club (BCC), afirmando que Garcia estava mais alinhado com a filosofia de wrestling competitivo do BCC do que com o grupo focado em sports entertainment de Jericho. Garcia, no entanto, escolheu permanecer leal a Jericho. Em setembro de 2022, no Dynamite, Garcia derrotou Wheeler Yuta, do BCC, para conquistar o Campeonato Puro da ROH. Garcia perdeu o título de volta para Yuta no Final Battle em dezembro de 2022, encerrando seu reinado após 94 dias.

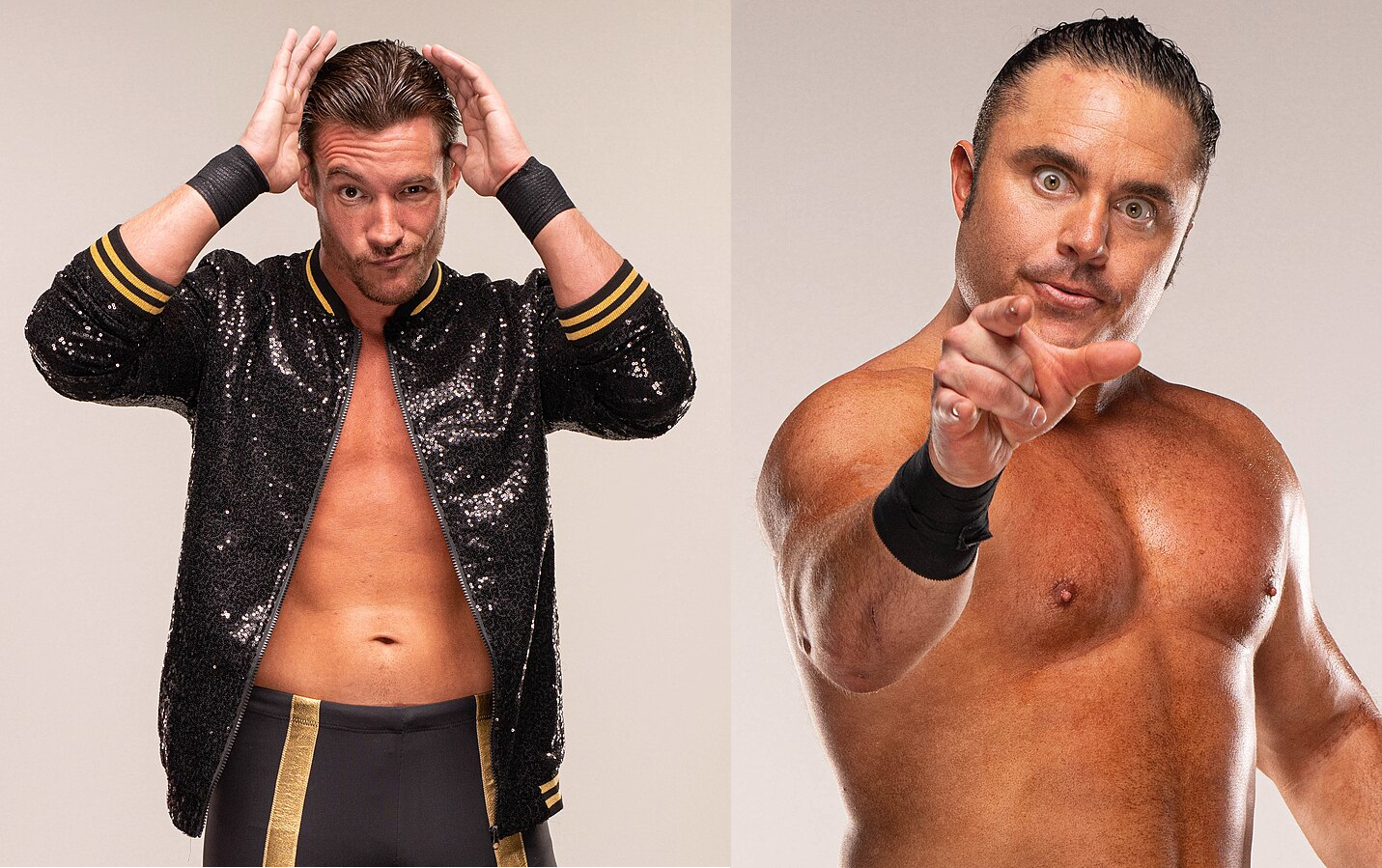
Ao longo de seu tempo na AEW, Garcia tem sido o protegido de Angelo Parker e Matt Menard na tela.

Em 2023, Garcia desafiou sem sucesso Orange Cassidy pelo Campeonato Internacional da AEW em duas ocasiões, incluindo em uma luta fatal 4-way no Forbidden Door. Em julho, ele se uniu a Sammy Guevara em um torneio de duplas eliminatórias cegas, mas foram derrotados por Better Than You Bay Bay na final. Por volta dessa época, Don Callis começou a tentar convencer Jericho a se juntar ao seu grupo, o que levou Garcia e Guevara a se unirem novamente para enfrentar Jericho e Konosuke Takeshita, mas saindo derrotados. O JAS se dividiu logo depois, e Garcia, Parker e Menard formaram novamente seu próprio grupo.

#### Busca por campeonatos (2023–2024)
O trio desafiou Billy Gunn e The Acclaimed pelo Campeonato Mundial de Trios da AEW em duas ocasiões, mas foram derrotados em ambas as vezes. Em novembro, Garcia desafiou MJF pelo Campeonato Mundial da AEW, mas foi derrotado em menos de dez minutos em um episódio do Dynamite.
Em 22 de novembro, Garcia foi anunciado como um dos 12 competidores no torneio Continental Classic, onde ele competiria na Liga Azul. Garcia começou uma série de derrotas no torneio, sem conseguir conquistar pontos, o que o eliminou do torneio antes de ter disputado todas as suas lutas. A série de derrotas foi interrompida durante sua última luta na liga, quando Garcia derrotou Brody King, eliminando King do torneio e finalizando sua campanha no torneio com 3 pontos.

## Estilo e persona no wrestling
Garcia tem sido descrito como um lutador técnico. Ele usa uma chave Sharpshooter com ponte como seu golpe final, que desde 2022 ele chama de Dragon Tamer. Isso é uma referência à sua vitória surpresa sobre "The American Dragon" Bryan Danielson, ao usar o golpe no especial Dynamite Fight for the Fallen em 27 de julho de 2022.
Após sua entrada no JAS, Garcia rejeitou o rótulo de "lutador profissional" e passou a se chamar de sports entertainer, um termo pejorativo usado na AEW para denotar um estilo de narrativa no wrestling que prioriza o espetáculo. Em um show do Dynamite realizado em El Paso, Texas, Garcia começou a dançar de maneira inspirada na dança latina para provocar reações do público; desde então, ele incorporou isso em seu personagem, usando a dança como uma provocação.

## Vida pessoal
Em janeiro de 2019, Garcia quebrou ambas as pernas em um acidente de carro envolvendo outros três lutadores. O veículo no qual ele estava colidiu após atingir gelo negro. Garcia retornou ao wrestling seis meses depois. No ano seguinte, ele se formou na Buffalo State College com um diploma em comunicação.

## Títulos e prêmios
- All Elite Wrestling
  - Campeonato TNT da AEW (1 vez)
- Capital City Championship Combat
  - C4 Championship (1 vez)[37]
  - Fighting Back Invitational Battle Royal (2019)
- Empire State Wrestling
  - ESW Heavyweight Championship (1 vez)[37]
- ESPN
  - ESPN o colocou em #9º dos 30 melhores lutadores profissionais com menos de 30 anos em 2024[38]
- Limitless Wrestling
  - Limitless World Championship (1 vez)[7]
- Pro Wrestling Guerrilla
  - Campeonato Mundial da PWG (1 vez, atual)[39]
  - Battle of Los Angeles (2022)[40]
- Pro Wrestling Illustrated
  - PWI o colocou na #69ª posição dos 500 melhores lutadores individuais no PWI 500 em 2023[41]
- Ring of Honor
  - Campeonato Puro da ROH (1 vez)[14]